# Otakar Lobkowicz
Otakar Karel Lobkowicz (celým jménem Maria Otakar Karel Boromejský Julian Petr Jiří Jan Nepomucký Kašpar kníže Lobkowicz; 28. ledna 1922 Praha – 1. června 1995 Vídeň) byl restituent zámků Mělník a Hořín. Pocházel z knížecí mělnicko-hořínské větve šlechtického rodu Lobkowiczů (lobkowiczká sekundogenitura). Byl čestným rytířem Maltézského řádu.

## Život

### Původ
Narodil se jako nejstarší syn Jana Adolfa Lobkowicze (1885–1952), majitele statku Drahenice, a jeho manželky Marie Anny, roz. Czerninové z Chudenic (1899–1965). Měl čtyři sourozence, mezi nimi bratra Mikuláše (1931–2019) a Bedřicha (1932–1998). Po smrti otce v roce 1952 zdědil titul knížete mělnicko-hořínské větve Lobkowiczů.

### Dědictví Mělníka
V roce 1932 zdědil po tragické smrti svého bratrance Jiřího Kristiána (1907–1932) část rodového majetku, mělnický velkostatek. Vzhledem k věku 10 let nad velkostatkem přebral správu jeho otec. V roce 1940 přešel majetek pod nucenou správu nacistů a rodina se odstěhovala do pronájmu do Prahy. 

### Po válce
V roce 1945 se majetek vrátil rodině, ale v roce 1948 byl znárodněn. Rodiče emigrovali. On dezertoval z vojny a utekl do Bavorska, kde strávil půl roku. Pak se přestěhoval do Švýcarska, několik měsíců pracoval v lese ve Švédsku, pak se vrátil do Švýcarska. Živil se mytím nádobí v Curychu. Následně vystudoval ekonomii a získal z ní doktorát. Pracoval jako bankéř a také pro TESCO v Kongu[nepřesný odkaz], odkud se po 4 letech vrátil do Švýcarska.

### Po sametové revoluci
Znárodněný majetek, který zdědil po bratranci i po otci, mu byl v restituci vrácen roku 1991. V 90. letech 20. století bydlel v Praze, část roku ovšem trávil ve Vídni. V roce 1993 předal majetek svému synovi Jiřímu Janovi. K němu patřil zámek v Mělníku a Hoříně a přibližně 1700 hektarů polí, lesů a rybníků.

## Rodina
Oženil se 7. října 1954 v Grundlsee s hraběnkou Zuzanou Széchenyi ze Sárvár-Felsövidéku (* 10. prosinec 1932 Vídeň), dcerou Jánose Széchenyiho ze Sárvár-Felsövidéku (1897–1969) a jeho manželky Juliány Széchenyi ze Sárvár-Felsövidéku (1900–?). Seznámili se na univerzitě v St. Gallenu. Doma se mluvilo francouzsky, protože maďarská manželka česky neuměla. Rozvedli se v 1. listopadu 1966 v Curychu. Manželství bylo církevně anulováno 19. prosince 1979 v Sittenu. Narodily se jim tři děti (2 synové – dvojčata, 1 dcera):
- 1. Antonín (* 23. 4. 1956 Curych), dědic knížecího titulu s uměleckými sklony (zabýval se módou a pracoval v aukčních síních Christie’s a Sotheby’s)[8]
- 2. Jiří Jan (* 23. 4. 1956 Curych), vystudoval ekonomii, pracoval u Chase Manhattan Bank,[3] dědic statku Mělník
  - ⚭ I. (3. 12. 1988 Morcote v kantonu Ticino; rozvedeni 2011) Bettina Egliová (* 18. 7. 1958 Curych)
  - ⚭ II. (15. 6. 2012; rozvedeni 2021) Zdenka Belas (* 16. 3. 1978 Ústí nad Labem)
- 3. Alžběta (3. 4. 1959 Bad Aussee – 17. 4. 1980 Onex)